# Jesper Hempler
Jesper Hempler (f. 1959) er en dansk pædagog, politiker og sanger, der har udgivet to soloalbums.
Jesper Hempler er fra Fyn, hvor han leder børnehaven Fjordvang i Kerteminde.
Som lokalpolitiker er han medlem af Kerteminde Byråd og medlem af økonomiudvalget og formand for Miljø-, Teknik- og Naturudvalget.
Han spillede i sin ungdom fodbold på eliteplan. I 1980'erne var han med i grupperne The Fopps og Tuff Enuff, der primært var fritidsbands, mens han tjente sine penge som pædagog. Senere optrådte han som forsanger i bandet Full Moon Fever. I 2005 udgav han det første soloalbum, og efterhånden har han prøvet at klare sig som heltidsmusiker. Ud over at synge spiller han guitar og skriver det meste af musikken til pladerne inspireret af blandt andet country- og popmusik, bl.a. Robbie Williams og Bob Dylan. Til koncerter spiller han med gruppen The Elephants. I 2013 medvirker Jesper Hempler på Morten Ks anden single "Summer Sun".
Jesper Hempler er storebror til sangeren Claus Hempler.

## Diskografi
- The Greatest Fool (2005)
- Insignificant Elephant (2007)
- "Summer Sun" (2013 - Morten K - featuring Jesper Hempler

## Ekstern henvisning
- Jesper Hemplers hjemmeside Arkiveret 8. september 2011 hos  Wayback Machine